# Wojciech Skrzydlewski
Wojciech Andrzej Skrzydlewski (ur. 19 stycznia 1947 roku, zm. 4 sierpnia 2024 roku) – polski medioznawca, pedagog, doktor habilitowany, profesor Uniwersytetu im. Adama Mickiewicza w Poznaniu, oraz Dolnośląskiej Szkole Wyższej we Wrocławiu). Specjalizował się w edukacyjnych zastosowaniach mediów, dziennikarstwie muzycznym, kulturze popularnej i studiach nowomedialnych.

## Działalność naukowa
W 1971 r. uzyskał stopień magistra - Uniwersytet im. Adama Mickiewicza w Poznaniu, Wydział Biologii i Nauk o Ziemi, 1971, promotor - prof. dr hab. Stefan Kozarski.  W latach 1975–1976 odbył staż naukowy w State University of New York At Buffalo (Stany Zjednoczone), następnie w latach 1986-1987 w Pennsylvania State University at University Park (Stany Zjednoczone).
W 1977 obronił doktorat - Uniwersytet im. Adama Mickiewicza w Poznaniu, Wydział Nauk Społecznych, promotor - prof. dr hab. Leon Leja, zaś stopień doktora habilitowanego uzyskał w 1990 r. na tej samej uczelni i wydziale.
Był dyrektorem Instytutu Dziennikarstwa i Komunikacji Społecznej w Dolnośląskiej Szkole Wyższej, kierownikiem Zakładu Edukacyjnych Zastosowań Mediów i Pracowni Dziennikarstwa Muzycznego na tej samej uczelni. Był autorem i promotorem specjalności "dziennikarstwo muzyczne" (studia I i II stopnia, program doktorski) w DSW we Wrocławiu.

## Praca w mediach
W latach 1990–2002 współpracował z Polskim Radiem Poznań (Radio Merkury) jako autor i producent programów muzycznych. Wspólnie z Ryszardem Glogerem redagował i produkował m.in. radiowe programy cykliczne: Magazyn Rockowy (500 wydań), Muzyczne Radio Merkury (350 wydań), Giełda Live (50 koncertów radiowych).
W latach 1995–2002 był producentem fonogramów i muzycznych programów telewizyjnych w Górny Promotion/Production.  Jest producentem przeszło 20 fonogramów i kilkunastu muzycznych programów telewizyjnych (uhonorowanych m.in. statusem Złotej i Platynowej Płyty według ZPAV). 

## Życie prywatne
Był żonaty, miał córkę Natalię i trzech wnuków: Adama, Maksymiliana i Gustawa.
Hobby – żeglarstwo, turystyka wysokogórska, muzyka basenu Morza Śródziemnego kuchnie świata, kolekcjoner malarstwa i grafiki współczesnej.   
Pochowany 12 sierpnia 2024 roku, na cmentarzu junikowskim w Poznaniu.

## Ważniejsze publikacje
- Dokąd zmierza technologia kształcenia,(red.), Poznań 1993, Wyd. Nauk. UAM
- Edukacyjne zastosowania telewizji (dwa wydania - 1985, 1991), Warszawa, WSiP, współautor: F. Januszkiewicz
- Ilustrowany leksykon muzyki popularnej, 2002, Poznań, Wydawnictwo Kurpisz, współautor: R. Gloger
- Kompetencje medialne społeczeństwa wiedzy, (red.), 2004, Poznań, Wydawnictwo eMPi2
- Media - Aktualizacje encyklopedyczne. Suplement do Wielkiej Encyklopedii Powszechnej Wydawnictwa Gutenberg, 1998, Poznań, Wydawnictwo  Kurpisz, współautor: J. Skrzypczak i in.
- Media a edukacja, (redaktor działu: Media w edukacji zdalnej i pozaszkolnej, ss. 263-398, Poznań 1997, Wyd. eMPi2
- Media i edukacja w dobie integracji, (red.), 2002, Poznań, Wydawnictwo eMPi2
- Muzyka popularna - Aktualizacje encyklopedyczne. Suplement do Wielkiej Encyklopedii Powszechnej Wydawnictwa Gutenberg Poznań 1999,   Wydawnictwo Kurpisz, współautor: R. Gloger
- Popularna encyklopedia mediów, 1999, Poznań, Wydawnictwo Kurpisz, współautor: J. Skrzypczak i in.
- Technologia kształcenia - Przetwarzanie informacji - Komunikowanie, 1990,Poznań, Wyd. Nauk. UAM
- Uniwersytecki wykład telewizyjny, 1980, Poznań, Wyd. Nauk. UAM

Ponadto opublikował około 100 artykułów w czasopismach naukowych - krajowych i zagranicznych. Współpracuje z miesięcznikami IKS i Inwestor, gdzie redaguje artykuły dotyczące muzyki popularnej.